# Quarta Guerra Anglo-Holandesa
A Quarta Guerra Anglo-Holandesa foi um conflito militar entre o Reino da Grã-Bretanha e a República Holandesa, que ocorreu entre 1780 e 1784, sendo motivada pela competição dos impérios. A guerra foi um desastre para a República Holandesa pois a enfraqueceu econômica e geopoliticamente.
Assim como a Terceira Guerra Anglo-Holandesa, este conflito é considerado como parte de um conflito maior, neste caso a Guerra da Independência dos Estados Unidos da América.